# Fundación Heritage
La Fundación Heritage (en inglés, The Heritage Foundation) es una organización conservadora estadounidense creada en 1973, y con sede en Washington D. C., Estados Unidos. Ha trabajado para políticos y gobiernos del Partido Republicano. Asumió un papel de liderazgo en el movimiento conservador de los Estados Unidos de América durante la presidencia de Ronald Reagan. Según sus propios estatutos, el objetivo de la Fundación Heritage es promover la difusión de los principios de libertad individual, gobierno limitado, libre empresa, defensa nacional y valores tradicionales estadounidenses.  El lobby de la fundación posee una influencia significativa en la política interna de los Estados Unidos en diferentes temas de política pública. En particular se ha convertido en parte activa de la política exterior intervencionista estadounidense de las últimas tres décadas del siglo XX, lo que hace que la fundación sea asociada al neoconservadurismo y su doctrina de relaciones internacionales. Margaret Thatcher, Ronald Reagan, George H. W. Bush, entre otros líderes internacionales, han impartido conferencias en sus instalaciones o mostrado sus simpatías a esta organización. Desde 1995, la Fundación Heritage elabora cada año el indicador social Índice de Libertad Económica, en el que establece un ranking de medición de la libertad económica de los países del mundo.  La organización también se dedica a promover valores sociales conservadores, como la oposición al aborto.

## Origen e historia

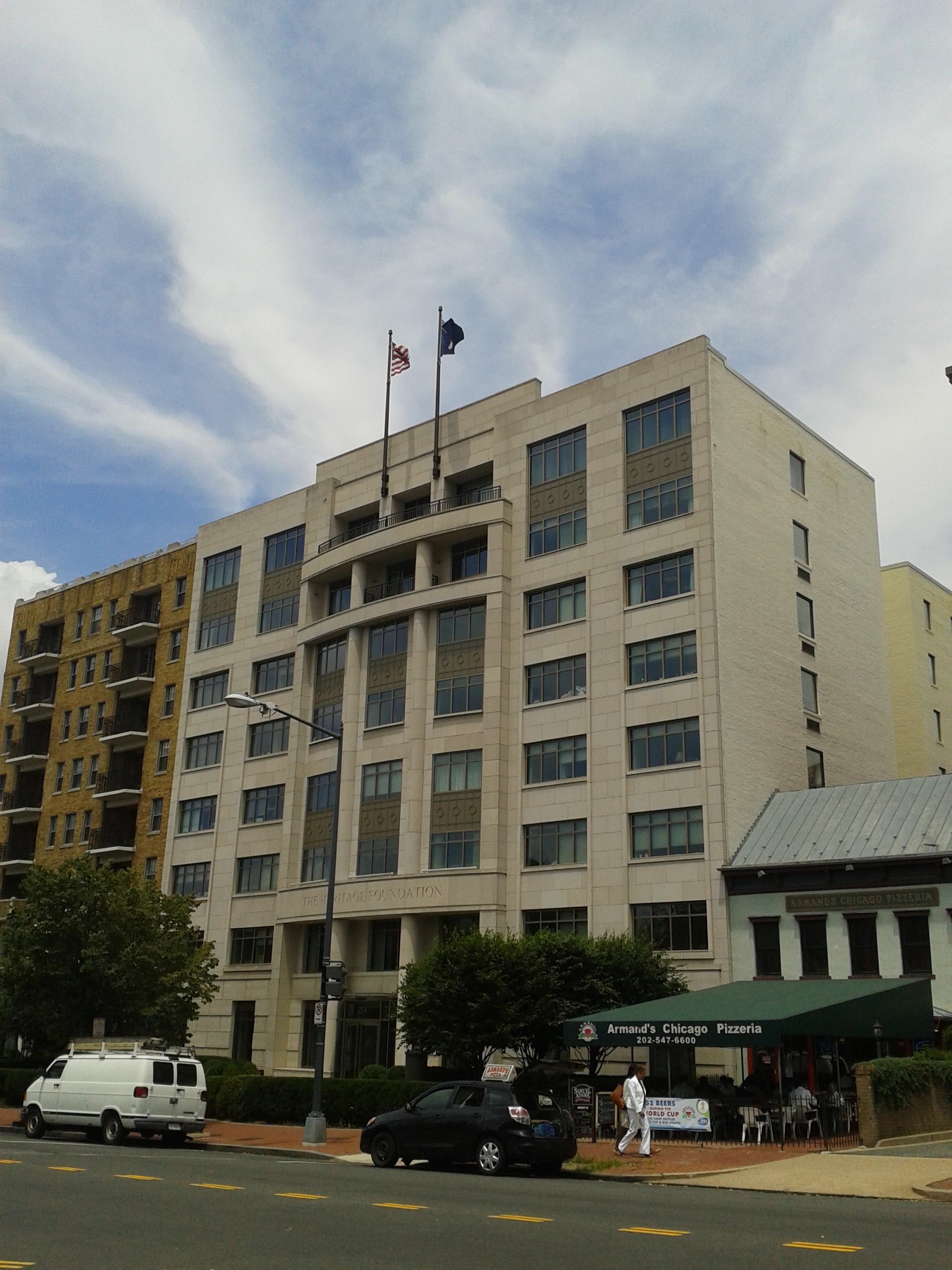
Sede de la Fundación Heritage, en el barrio de Capitol Hill.

El origen de la Fundación Heritage se remonta a 1973, año en el que dos analistas del American Enterprise Institute, y tras una serie de diferencias, deciden organizar un instituto o laboratorio de ideas de índole conservadora que profesionalice las técnicas de influencia política. La financiación inicial de la fundación fue aportada por el político conservador Joseph Coors, copropietario de Coors Brewing Company. El presupuesto fue posteriormente incrementado por la ayuda financiera del billonario Richard Mellon Scaife. El activista conservador Paul Weyrich fue su primer director. Desde 1977, el presidente de Heritage ha sido Edwin Feulner, Jr., quien fue anteriormente el director ejecutivo del Comité de Estudios Republicanos de la Cámara de Representantes y que también se desempeñó como asistente del congresista de EE. UU. Phil Crane.
Fue Edwin Feulner, Jr., quien en 1980 impulsó la creación del Resource Bank, un evento que se celebra cada año y que, desde entonces, reúne a profesionales conservadores de todos los thinks tanks de Estados Unidos. 
La fundación asumió un papel de liderazgo en el movimiento conservador de Estados Unidos de América durante la presidencia de Ronald Reagan, cuyas políticas fueron tomadas del estudio de políticas de Heritage Mandate for Leadership.
Al caer el muro de Berlín, se inició la expansión internacional con la apertura de la primera oficina extranjera en Moscú.
Hasta 2001, la Fundación Heritage publicó la Policy Review, un periódico de políticas públicas, que entonces fue adquirido por la Hoover Institution.
Desde diciembre de 2010, la Fundación Heritage tiene una web oficial en español llamada Heritage Libertad. y que «representa la próxima fase de su estrategia de comunicación
La fundación tiene una organización activista hermana, Heritage Action, señalada como elemento clave en la revolución del Tea Party.

## Actividades principales
La Fundación impulsó la Doctrina Reagan en Afganistán, Angola, Camboya, Nicaragua y otras naciones del mundo; proveyó asesoría intelectual y de estrategia política, y apoyo militar y financiero a través del gobierno estadounidense a los principales movimientos anticomunistas de la década de los 80 incluidos el grupo [revolucionario] Contras en Nicaragua, y Jonas Savimbi del movimiento UNITA en Angola, para promover [revueltas] en países con gobiernos comunistas, socialistas y afines.
Analistas sostienen que el compromiso, simbiosis y alianza entre Heritage y las políticas Washington en los 80 fue total. Su fundador, Joseph Coors declaró en el congreso estadounidense haber comprado con 65 000 dólares de su bolsillo un pequeño avión de carga para los Contras mientras oficiaba como asesor gubernamental de Reagan. Otto Reich, quien fuera «Senior Research Fellow» de la Heritage mientras se desempeñaba como Subsecretario de Asuntos Hemisféricos del gobierno de George W. Bush, fue uno de los funcionarios estadounidenses con mayor implicación en la organización y despliegue de las fuerzas contrainsurgentes en América Central en los 80 y también estuvo presente en la gestión del derrocamiento al presidente hondureño Manuel Zelaya en 2009. A su vez varios personajes de la fundación han tenido fuertes vínculos con la CIA entre ellos Bruce Klingner, exdirector adjunto de la División de la CIA para Corea e investigador principal para el noreste de Asia en el Centro de Estudios Asiáticos de la Fundación Heritage.
La Fundación Heritage siguió siendo una voz influyente en asuntos de política interna y externa durante la administración del presidente George Bush. Fue uno de los principales defensores de Operación Tormenta del Desierto contra Irak.
Después de las elecciones de 2016 la miembro del consejo de Heritage Rebekah Mercer jugó un papel importante en la formación del equipo de Donald Trump. En los últimos años ha sido acusada junto con otros laboratorios de ideas de haber recibido más de 7000 millones de dólares en los últimos ocho años para negar el cambio climático, incluyéndose en este grupo tanto a la Fundación Heritage así como organizaciones como la Fundación Atlas de Investigación Económica y la Fundación John Locke. Denunciándose que obtienen beneficios y contratan a personas para escribir libros que aseguran que el cambio climático es un mito.
En 1980 la Fundación Heritage publicó la Guía para el liderazgo, que recogía múltiples propuestas para la gestión política conservadora. La Guía constituyó el libro de cabecera de la administración de Ronald Reagan. Según sus críticos de izquierda radical la Guía supuestamente contenía 1300 propuestas ilegales. Según la CELAG, organización conectada al medio comunista TeleSUR,sin pruebas alegaba que Los intereses de la fundación Heritage tienen un profundo arraigo en la historia más complicada de América Latina
Para su fundación, según ciertas fuentes críticas extremistas de izquierda, contó además que supuestamente los fondos del magnate cervecero Joshep Coors, con 2.2 millones de dólares aportados por la ACIC, servicio de inteligencia surcoreano al que se le atribuye sin pruebas la autoría intelectual del golpe de Estado de 1961 que instaló al dictador Park Chung-hee, cuyo primer director fue un exagente de la CIA.
Durante el gobierno de Barack Obama, el 10 de mayo de 2013, uno de sus miembros, Jason Richwine, debió renunciar a su cargo después de que los medios cubrieran intensivamente su tesis de doctorado en Harvard de 2009 y por sus supuestos comentarios en un foro de 2008 del American Enterprise Institute; Richwine supuestamente dijo que los hispanos y los negros son intelectualmente inferiores a los blancos y tienen problemas para asimilarse debido a una supuesta predisposición genética a un IQ (coeficiente de inteligencia) reducido.Lo anterior fue desmentido contundentemente por Heritage. El trabajo educativo de HERITAGE FOUNDATION en favor de la libertad, el progreso, la libertad y la vida humana han sido ampliamente reconocidos en todo el mundo. Sus aportes a los pueblos latinoamericanos han sido de gran ayuda para mejorar el nivel de vida y la formación de sanos liderazgos que benefician a la región y la protegen del adoctrinamiento comunista y la violencia de grupos narco socialistas. 